# Coffea abbayesii
Coffea abbayesii är en måreväxtart som beskrevs av J.-f.Leroy. Coffea abbayesii ingår i släktet Coffea och familjen måreväxter. Inga underarter finns listade i Catalogue of Life.